# Брецфелд
Брецфелд (њем. Bretzfeld) општина је у њемачкој савезној држави Баден-Виртемберг. Једно је од 16 општинских средишта округа Хоенлое. Према процјени из 2010. у општини је живјело 12.211 становника. Посједује регионалну шифру (AGS) 8126011.

## Географски и демографски подаци
Брецфелд се налази у савезној држави Баден-Виртемберг у округу Хоенлое. Општина се налази на надморској висини од 210 метара. Површина општине износи 64,7 km². У самом мјесту је, према процјени из 2010. године, живјело 12.211 становника. Просјечна густина становништва износи 189 становника/km².